# Geotrypetes seraphini
Geotrypetes seraphini hoặc Gaboon caecilian là một loài lưỡng cư thuộc họ Caeciliidae.
Loài này có ở Cameroon, Cộng hòa Dân chủ Congo, Bờ Biển Ngà, Guinea Xích Đạo, Gabon, Ghana, Guinée, Liberia, Nigeria và Sierra Leone, có thể có ở Angola và Cộng hòa Congo.
Môi trường sống tự nhiên của chúng là rừng ẩm vùng đất thấp nhiệt đới hoặc cận nhiệt đới, các đồn điền, vườn nông thôn, các vùng đô thị, rừng thoái hóa nghiêm trọng, và đất nông nghiệp có lụt theo mùa.